# Lechler (azienda)
Lechler è una società italiana che produce vernici.

## Storia
Nel 1889 viene aperta a Ponte Chiasso (Como) la filiale italiana dell'azienda tedesca Christian Lechler und Sohn Nachfolger, fondata a Stoccarda nel 1858 dal chimico farmacista Christian Lechler. 

Capannoni Lechler a Ponte Chiasso

Atto costitutivo della società Chr. Lechler & Figlio Successori

Pubblicità Lechler Ponte Chiasso

Nel 1910 a fronte della decisione della casa madre tedesca di chiudere la filiale italiana, tre dipendenti (i signori Brizzolara, La Regina e Rizzi) si rivolgono al locale Banco Edoardo Clerici, (che in seguito prenderà il nome di Banca Amadeo) perché  promuova una cordata di finanziatori interessati a investire in quest'impresa nella quale loro stessi si propongono di divenire soci e assumere la responsabilità della gestione. Il Banco, in breve tempo, riesce a raccogliere un sufficiente numero di adesioni e nel febbraio 1910 si costituisce a Como l'accomandita semplice Chr. Lechler & Figlio Successori che subentra nella proprietà e nella conduzione della ex filiale.
In questo periodo inizia l'industrializzazione del processo produttivo: l'arrivo in fabbrica dell'energia elettrica, l'installazione delle prime macchine, assunzione di un laureato in laboratorio. Nella seconda metà degli anni venti avviene il graduale passaggio da una produzione quasi interamente basata sull'uso di materie prime di origine naturale (olio di lino, resine naturali e pigmenti derivati da metalli) a una produzione che fa sempre più largo uso di materie prime di origine sintetica.
La nitrocellulosa, una materia prima largamente impiegata nel corso della prima guerra mondiale per produrre esplosivi, entra nella formulazione dei prodotti per verniciare auto e mezzi di trasporto. Lechler è la prima in Italia a sviluppare e commercializzare un prodotto di questa tipologia chimica ("Lechleroid") che essicca rapidamente, può essere applicato a spruzzo ed è proposto in un'ampia gamma di colori. Negli stessi anni l'avvento delle prime resine alchidiche permette la messa a punto di una linea di smalti sintetici colorati ("Syntex").
Gli anni '70 segnano l'avvio di una modernizzazione della società, l'attività viene trasferita nel nuovo stabilimento di Como-Rebbio.
Negli anni novanta viene aperto un nuovo sito produttivo a Foligno, in centro Italia, inizialmente destinato alla produzione di vernici per la casa e l'edilizia e, successivamente, ampliato con moderni impianti per gestire tutte le produzioni di vernici all’acqua. In questo periodo prende avvio l'internazionalizzazione delle vendite: dapprima in Europa attraverso l'apertura di filiali in Inghilterra, Francia, Spagna e Germania e in seguito la distribuzione nel resto del mondo.
Negli anni 2000 la Società si trasforma in SpA.
Dagli anni '90 Lechler collabora con ASI (Automotoclub Storico Italiano) nella ricerca, conservazione e unificazione degli archivi contenenti colori e informazioni specifiche su prodotti e cicli utilizzati nel settore delle vetture d'Epoca; questa collaborazione ha portato alla stesura del Registro Ufficiale Tinte Moto Storiche Lechler-ASI,  contenente i colori utilizzati dai produttori di motoveicoli suddivisi per marca, modello e anno di fabbricazione.

## Il marchio

Marchio Lechler 1858
Marchio Lechler 1878
Marchio Lechler 1889
Marchio Lechler 1922
Marchio Lechler 1960
Marchio Lechler 1970
Marchio Lechler 1993
Nuovo marchio Lechler e loghi dei quattro brand